# Psathyrella laevissima
Psathyrella laevissima är en svampart som först beskrevs av Henri Romagnesi, och fick sitt nu gällande namn av Rolf Singer 1969. Psathyrella laevissima ingår i släktet Psathyrella och familjen Psathyrellaceae.  Artens status i Sverige är: Ej påträffad. Inga underarter finns listade i Catalogue of Life.